# Wiktor Iwanowitsch Spizyn

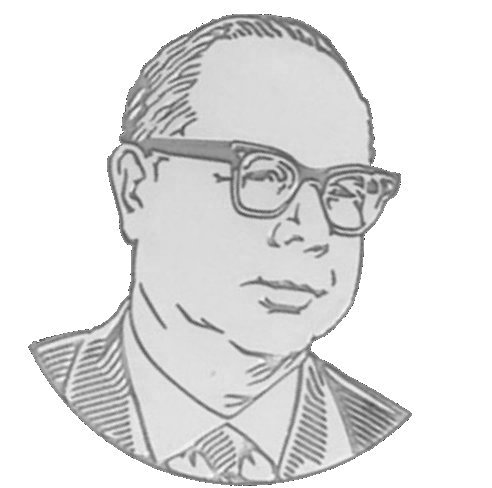
Wiktor Spizyn, nach einer Ehrenmedaille der Russischen Akademie der Wissenschaften

Wiktor Iwanowitsch Spizyn, russisch Виктор Иванович Спицын, englische Transkription Viktor Ivanovich Spitsyn, (* 12. Apriljul. / 25. April 1902greg. in Moskau; † 30. Januar 1988 ebenda) war ein russischer Chemiker.

## Leben
Spizyn studierte ab 1919 Physikalische Chemie an der Lomonossow-Universität und war ab 1923 dort Assistent, wobei er nebenbei in der Industrie arbeitete. Ab 1928 war er am Institut für angewandte Mineralogie und Nichteisenmetallurgie und ab 1930 Professor am Institut für Elektromaschinenbau. 1932 wurde er Professor für Anorganische Chemie am Staatlichen Pädagogischen Institut in Moskau. 1938 erhielt er seinen Doktortitel (die Vergabe der Doktorgrade war in der Frühphase der Sowjetunion ausgesetzt) und ab 1942 war er Professor für Anorganische Chemie an der Lomonossow-Universität. Ab 1943 gründete er dort eine Abteilung für Radiochemie und 1945 habilitierte er sich (russischer Doktortitel). 1953 wurde er Direktor des Instituts für Physikalische Chemie der Akademie der Wissenschaften (ab 2010 nach Frumkin benannt) und Leiter des dortigen Instituts für Radiochemie. Er blieb bis 1988 Direktor. Nachfolger wurde Wladimir Fedorowitsch Peretruchin (russisch Владимир Федорович Перетрухин).
Anfangs befasste er sich mit Wolframverbindungen und danach in Zusammenarbeit mit der Industrie mit verschiedenen selten vorkommenden aber industriell wichtigen Elementen (Beryllium, Tantal, Molybdän, Rhenium, Hafnium, Caesium, Thorium). 1931 gewann er wasserfreies Aluminiumchlorid aus natürlichen Rohstoffen. Ab 1942 befasste er sich mit der Chemie des Urans und leistete wichtige Beiträge zum Kernenergieprogramm der Sowjetunion, insbesondere zur Behandlung und Lagerung radioaktiver Abfälle im Kerntechnikprogramm der Sowjetunion. Er untersuchte die Kinetik von anorganischen Reaktionen mit radioaktiven Isotopen. Weiter befasste er sich mit der Chemie von Technetium. Spizyn isolierte mit Anna Fedorowna Kusina und Mitarbeitern 1957 zuerst größere Mengen Technetium in der Sowjetunion aus der Bestrahlung von Molybdän mit Neutronen und sie perfektionierten später dessen Gewinnung durch künstliche Bestrahlung von radioaktivem Abfall von Kernreaktoren. Es kommt in der Natur nicht vor, hat aber chemische Ähnlichkeit mit Rhenium und fand breite Anwendung in der Nuklearmedizin und als Mitte gegen Korrosion im Kühlkreislauf von Kernreaktoren, wozu Spizyn wichtige Beiträge lieferte.
Ein jährlich vergebener Preis des Instituts für Physikalische Chemie für junge Wissenschaftler für die beste Arbeit in Radiochemie ist nach ihm benannt.
Er war Mitglied der Sowjetischen Akademie der Wissenschaften (ab 1958 volles Mitglied). 1969 wurde er Held der Sozialistischen Arbeit. Er war Ehrendoktor in Leipzig (1959) und Breslau, Ehrenmitglied der polnischen chemischen Gesellschaft und Mitglied der Sächsischen Akademie der Wissenschaften. 1983 erhielt er die Mendelejew-Goldmedaille.

## Schriften
- Radiochemie 1952 (Russisch)
- mit anderen: Methoden zur Anwendung radioaktiver Tracer (Russisch), 1955
- Aktuelle Probleme der Anorganischen Chemie, Berlin, Akademie Verlag 1958
- Periodisches Gesetz und einige chemische Probleme der Atomenergieverwendung, Berlin, Abhandlungen der Deutschen Akademie der Wissenschaften, 1960
- Soviet chemistry today: its present state and outlook for the future, a series of six lectures, Washington D.C.: National Academy of Sciences/National Research Council 1960
- Untersuchungen auf dem Gebiet der Uranchemie, 1961 (Russisch)
- Investigations in the field of uranium chemistry, Oak Ridge, US Atomic Energy Commission 1964
- mit V. Gromov: Physikalisch-chemische Eigenschaften der radioaktiven Feststoffe (Russisch), 1973
- mit V. Gromov: Künstliche Radionuklide im Meer, 1975 (Russisch)
- mit Anna Kusina: Technetium, Moskau: Nauka 1980 (Russisch)
- Practical Inorganic Chemistry, Moskau: MIR 1987 (Englisch)
- mit L. I. Martynenko: Anorganische Chemie, Moskau 1991, 1994 (Russisch)
- Liste einiger Werke von W.I. Spitzyn ist auf der Website der Pascal and Francis Bibliographic Databases aufgeführt.